# Широка Гребля (Самгородоцька сільська громада)
Широка Гре́бля — село в Україні, у Самгородоцькій сільській громаді Хмільницького району Вінницької області. Населення становить 770 осіб.

## Географія
У селі річка Гниличка впадає у Десну, ліву притоку Південного Бугу.